# Comté de Dawson (Nebraska)
Pour les articles homonymes, voir Comté de Dawson.
Le comté de Dawson est un comté de l'État du Nebraska, aux États-Unis.